# ルイラン族
ルイラン族は台湾先住民に属する民族である。平埔族に分類される。漢字で雷朗族と表記される。台湾の新北市と桃園市に分布している。かつては台湾諸語のルイラン語を話していた。ケタガラン族の支族とされるバサイ族の支族とみなされている。